# Teatro Corona
El Teatro Corona  (en francés: Théâtre Corona) se localiza en el ciudad de Montreal, al sur de la provincia de Quebec, y al este de Canadá. Se encuentra específicamente en la calle 2490 Notre Dame en el barrio de Saint Henri de la división administrativa conocida como Le Sud-Ouest.
Es el único teatro de películas vintage en Montreal cuya parte exterior e interior mantienen su aspecto original. Se utiliza sobre todo para actuaciones musicales y eventos en vivo.
El teatro fue construido en 1912 para proyectar películas mudas.